# یوشیکو ماتسومورا
یوشیکو ماتسومورا (انگلیسی: Yoshiko Matsumura؛ زادهٔ ۹ دسامبر ۱۹۴۱) بازیکن والیبال اهل ژاپن است.